# 刘开基
刘开基（1912年—1993年），曾名刘新春，男，山西沁源人，中国政治人物。

## 生平
早年加入山西省牺牲救国同盟会，后任中共沁源县委员会书记，参与组织沁源围困战；后历任晋冀鲁豫军区第十八军分区政治委员、中共汾阳地方委员会书记。1952年9月至1953年1月，任中共太原市地方委员会纪律检查委员会书记。1956年4月至1967年1月，任山西省人民委员会副省长。1975年3月至1977年4月，任中共山西省委员会组织部部长。1979年12月至1983年4月，任山西省人民代表大会常务委员会副主任。